# Cretocoma tologoica
Cretocoma tologoica är en skalbaggsart som beskrevs av Nikolajev 2002. Cretocoma tologoica ingår i släktet Cretocoma och familjen Pleocomidae. Inga underarter finns listade i Catalogue of Life.